# 革命的劳动者协会（解放派）
革命的劳动者协会（解放派）（日语：／），通称赤砦社派、木元派、山茂派（山田茂树派），是日本的一个新左翼党派，属于社青同系。1999年，该组织成立，分裂自革命的劳动者协会（社会党社青同解放派）（革劳协主流派）。分裂前，主流派是以常任干部为中心的强硬派，而后来的赤砦社派则是以全学联（解放派系）和临时工成员为中心的温和派。
该组织的口号是“全世界无产者，联合起来！”，目标是无产阶级世界革命。该组织的领导人是山田茂树，机关报是《解放》（周刊），公开据点是赤砦社（位于东京都台东区入谷）。该组织还建立了非公开组织“革命军”。
警察白书称其为“极左暴力集团”，媒体则称其为“过激派”。

## 思想
该组织的基本思想与对立的革劳协主流派相同，主张恢复马克思主义（革命马克思主义），批判列宁主义（特别是灌输论），并以作为无产阶级世界革命的一部分为目标推动日本革命。基于这一立场，该组织提出打倒日本帝国主义、粉碎日美安保条约，致力于建立共产主义劳动者党，在工人运动中主张建设阶级性的革命的全国统一中心等目标。
另一方面，该组织称与其对立的革马派为“反革命革马”，并主张消灭该派。